# ポリニャック公爵夫人ヨランド・ド・ポラストロン
ヨランド・マルティーヌ・ガブリエル・ド・ポラストロン（仏: Yolande Martine Gabrielle de Polastron, comtesse puis duchesse de Polignac, marquise de Mancini, 1749年9月8日 - 1793年12月9日）は、フランス王ルイ16世の王妃マリー・アントワネットの寵臣。ポリニャック伯爵夫人、のち公爵夫人。ブルボン朝末期の上流社交界最高の美女の1人と言われ、寵臣として得た富や特権の独占と浪費によって多くの敵を作った。

## 生涯

### 出生と結婚
ジャン・フランソワ・ガブリエル・ド・ポラストロン伯爵（1722年 - 1794年）とその最初の妻ジャンヌ・シャルロット・エロー・ド・ヴォークレソン（1726年 - 1756年）の間の長女として、ルイ15世治下のパリで生まれた。貴族の子女は複数の洗礼名を授けられる習いであり、ヨランド・マルティーヌ・ガブリエルと名付けられたが、最も後ろにあるガブリエルで呼ばれた。ポラストロン家は由緒ある名家だったが、その高貴な家柄にもかからわず、ガブリエルが誕生したころには借金まみれになっており、暮らしぶりは豪華さとは程遠いものだった。
父は南仏ラングドック州ヌエイユ、ヴネルク及びグレピアックの領主だった。ガブリエルが非常に幼い頃、両親はパリでの生活が経済的に苦しくなり、所領のある田舎のヌエイユ城に引っ込んだ。3歳の時に母が亡くなると、父の姉のアンドロー伯爵夫人マリー・アンリエット・ド・ポラストロン（1716年頃 - 1792年）の手許で養育され、相応の年齢になると修道院の寄宿学校に入った。
1767年7月7日、17歳の時にジュール・ド・ポリニャック伯爵と結婚する。婚家ポリニャック家は実家ポラストロン家と同様、「毛並み」は良いが経済的には手元不如意であった。夫の主な収入源は所属する第1竜騎兵連隊から給与として支給される4000リーヴルだった。

### 外見
現存する肖像画の大半が彼女の際立った美しさを伝えている。ある歴史家は、E・ヴィジェ＝ルブランの手になる肖像画の中のガブリエルについて、「穫れたてのいい香りのする果物みたい」と形容している。ガブリエルは暗めのブルネットの髪、目立って白い肌、そしておそらく非常に珍しいことだが、「ライラック色」とか「スミレ色」と形容された、薄紫色に光る眼を持っていた。

ガブリエルに関する同時代人の批評をまとめたある現代史家に要約させれば、彼女の物理的な外見は次のようになる。
「きわめて自然な」印象を与える若々しい美貌…豊かな黒髪、大きな目、通った鼻筋、真珠のように輝くきれいな歯は、ラファエロの描くマドンナを思わせた。

### ヴェルサイユ

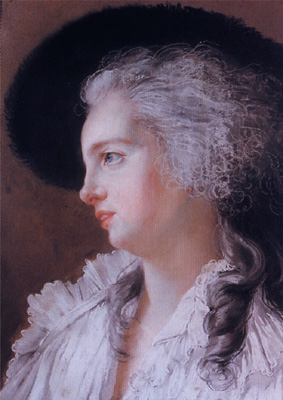
ポリニャック夫人を初めて見たマリー・アントワネットの目は「眩んだ」という。

宮廷女官となった義妹のディアーヌ・ド・ポリニャックの招待を受け、ガブリエルと夫は1775年のある日、ヴェルサイユ宮殿鏡の間で行われた公的なレセプションに出席した。そこで彼女を初めて紹介された王妃マリー・アントワネットは、ガブリエルのあまりの美しさに衝撃を受けて目が「眩み」、ヴェルサイユに永住するよう彼女に懇願した。ヴェルサイユ宮廷で暮らすことは非常に高額な出費を伴ったため、ガブリエルは自分の夫には宮廷に部屋を維持するだけの収入がないと正直に答えた。新しいお気に入りを自分のそば近くに置いておきたい王妃は、すぐさまポリニャック一族の抱える借金を清算してやり、ガブリエルの夫に実入りのよい官職（王妃主馬頭の襲職権保有者）を与えた。
ガブリエルは王妃のアパルトマンの近くの快適な部屋を与えられた。彼女はさらに王妃と仲の良い王弟アルトワ伯爵と友人になったし、他ならぬ国王ルイ16世が、有力門閥間の権力闘争とは無縁の新しい妻の友人の出現に安心し、王妃がガブリエルと友情を育むことに賛成してくれた。しかしガブリエルの登場は、国王夫妻の他の側近たちからは反感を持たれた。特に王妃の聴罪司祭ヴェルモン神父、及び王妃と実家との連絡役を務める駐仏オーストリア大使メルシー伯爵は強い敵意を抱き、メルシーは王妃の母親マリア・テレジア皇后に宛てた手紙に、「こんな短い期間にこんな巨額の金がただ一つの家族にあたえられたためしはありません」と書き送った。
カリスマと圧倒的な美貌をそなえたガブリエルは、瞬く間に王妃のごく内輪の取り巻きサークル「プチ・キャビネ（petit cabinets）」の最有力者となり、彼女の同意がなければ「プチ・キャビネ」の仲間入りをすることはほぼ不可能となった。ガブリエルは多くの友人たちから、洗練されており、立ち居振る舞いが優雅で、愛嬌があって、楽しませてくれる人、という評判を得ていた。
王妃の恐ろしいほどの気前のよさのおかげで、ポリニャック家の一族は例外なく美味しい思いをした。しかしこの依怙贔屓をかさに着た一族の富貴と贅沢、そして宮廷を牛耳るかのような傲慢さは、多くの貴族家門の怨嗟の的となる。さらにポリニャック家に対する王妃の寵愛は、一部の平民（特にパリ市民）や自由主義を信奉する貴族たちが王妃を憎悪し、誹謗中傷を始める原因の一つとなった。

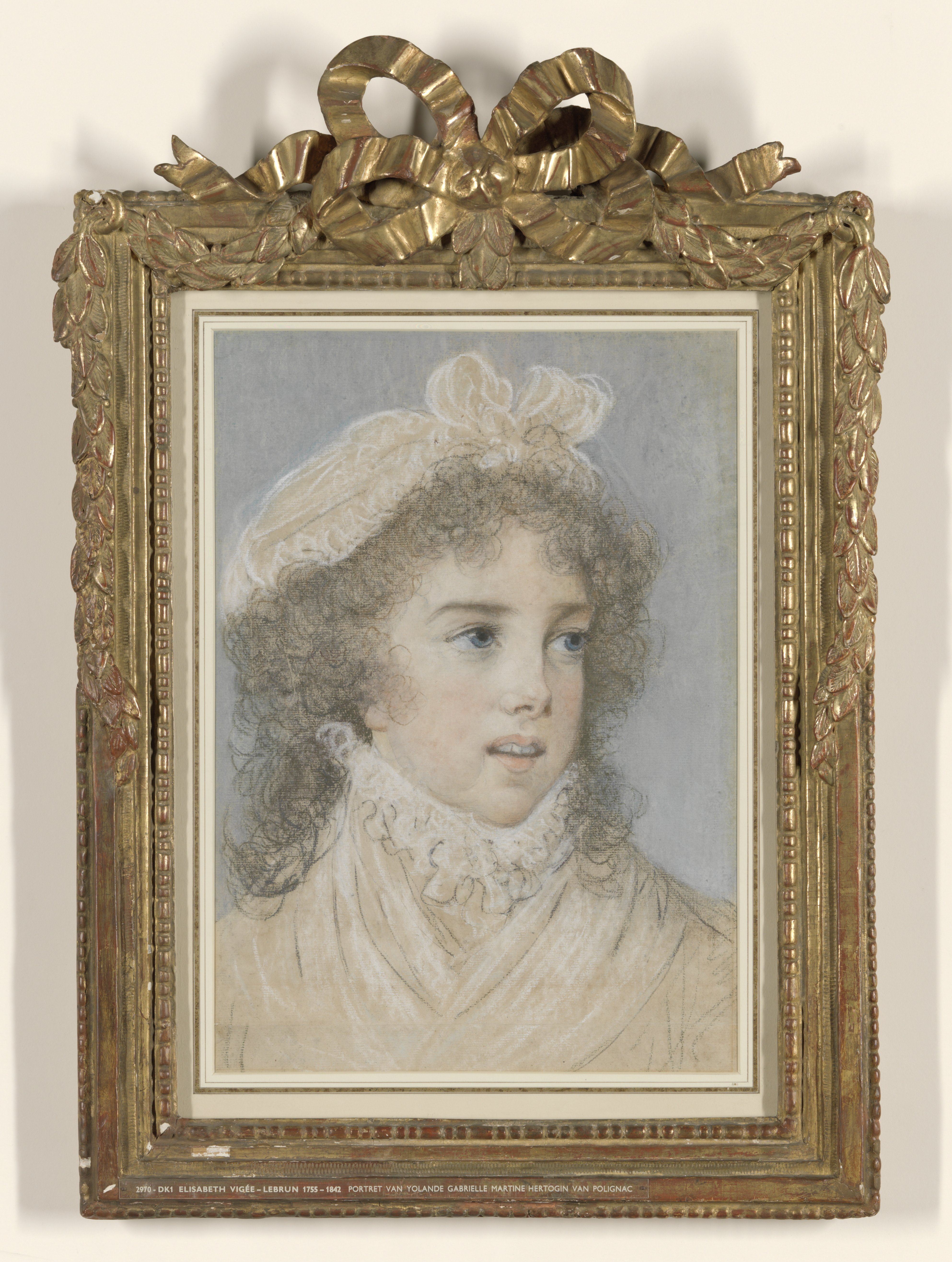
ポリニャック公爵夫人、ヴィジェ＝ルブラン画、アムステルダム国立美術館蔵

1780年はガブリエルとポリニャック家に恩恵が降り注ぐ年となった。腹違いの弟妹に有利な条件の結婚をさせたうえ、7月11日に12歳の長女アグラエを国内でも指折りの大貴族の1人グラモン公爵の後継者ギーシュ公爵に嫁がせた。この幼い花嫁のために国王が下賜した婚資が80万リーヴルの巨額であったこと、そして花婿に国王が下賜した地所に70万ドゥカート相当の価値があったことで、宮廷に衝撃が走った。さらに5月14日に次男ジュールを無事出産したことに対する王室からの祝いとして、9月20日に夫がポリニャック公爵に昇叙された。ガブリエルが「公爵夫人」と呼ばれるようになったことは、宮廷人たちのさらなる苛立ちを招いた。
1780年代後半までに、王妃とガブリエルがレズビアンの恋人関係にあり、トリバディズムなどの性交渉をしているという内容を含んだ、何千ものポルノ色の強い中傷パンフレットが出回った。2人が同性愛関係にあるという非難には何の証拠もなかったが、性的な中傷の数々は絶対王政の権威に測り知れないほどの深刻なダメージを与え、特にブルジョワ階層と都市部の労働者階級に2人の同性愛が事実だと思い込ませた。

一部の歴史家は、例えばガブリエルが14年の宮廷生活の間に蕩尽した金額は、ルイ15世の愛妾ポンパドゥール夫人のそれとほぼ同額である、といった彼女の濫費に関する記録は、大げさに誇張されたものだとしている。他の大半の歴史家は、性的に乱脈だったとする中傷は事実ではなかったものの、その他の点で悪評を買ったことについては、彼女に非があると主張している。彼女は冷淡で、自己中心的で、自分に甘く、優しげな声色と欠点のない振る舞いの裏側に、噂や陰謀を好む性格を隠していた、というのである。こうした論調のポリニャック評の中で最も影響力があったのは、シュテファン・ツヴァイクの（王妃に関する）伝記である。
マントノンやポンパドゥールでさえ、天使のような伏し目のお気に入り、つつましやかでおとなしいポリニャックほど金を使わせはしなかったのである。［ポリニャック家への寵愛という］この渦に巻き込まれなかった人々は、呆然とたちつくすのみ…［王妃の］手をまた見えないところであやつっているのが、すみれ色の目をした女、美しい、もの静かなポリニャック夫人なのだった。

### ポリニャック一族
ガブリエルは夫との間に4人の子を生んだ。
- アグラエ・ルイーズ・フランソワーズ・ガブリエル・ド・ポリニャック（1768年 - 1803年） - 愛称「ギシェット（Guichette）」、1780年ギーシュ公爵アントワーヌ＝ルイ＝マリー・ド・グラモンと結婚。
- アルマン・ジュール・マリー・エラクリュス・ド・ポリニャック（1771年 - 1847年） - 第2代ポリニャック公爵、王政復古期の王室主馬頭。
- ジュール・オーギュスト・アルマン・マリー・ド・ポリニャック（1780年 - 1847年） - 第3代ポリニャック公爵、王政復古期のフランス首相、現在のポリニャック公爵の先祖。
- カミーユ・アンリ・メルシオール・ド・ポリニャック（1781年 - 1855年） - 伯爵、王政復古期のフォンテーヌブロー宮殿総監、モナコ公アルベール2世の先祖。

ガブリエルが王妃の寵愛を得て以降、夫ジュールの大叔父にあたるメルシオール・ド・ポリニャック枢機卿の失脚後長く権力から遠ざかっていたポリニャック家は、再び宮廷で重きをなすことができた。
一方、実家のポラストロン家とその親類縁者も、ガブリエルのおかげで宮廷で華やぐことになった。父のポラストロン伯爵（後に恐怖政治下でギロチンの犠牲となる）はベルン駐在大使に取り立てられた。腹違いの弟妹も次々に条件の良い結婚をした。
- ドニ・ガブリエル・アデマール・ド・ポラストロン（フランス語版）（1758年 - 1821年） - ポラストロン子爵。1780年、女子相続人ルイーズ・デスパルベス・ド・リュサンと結婚。妻は王弟アルトワ伯爵の愛妾となった。
- マルティーヌ・アデライード・ド・ポラストロン（1760年 - 1795年） - 1780年、ギヨーム・ド・ドゥ＝ポン子爵と結婚。ドゥ＝ポンはフランスの盟邦プファルツ＝ツヴァイブリュッケンの公爵カール・アウグストの従弟。
- アンリエット・ナタリー・ド・ポラストロン（生没年不詳） - ベルナール・ド・ラ・トゥール・ド・ランドルトと結婚。

ガブリエルの母親代わりだった伯母アンドロー伯爵夫人マリー・アンリエットは、若い頃にマダム・アデライードの養育係女官をしていたが、当時14歳の王女にポルノ小説を読ませたことを王女の兄ドーファンに見とがめられて宮中を追われた過去があった。ガブリエルは伯母を宮廷に呼び戻し、伯母が政府から年額6000リーヴルの年金を受け取れるよう取り計らった。アンドロー伯爵夫人の娘と息子、義理の娘も宮廷に迎えられ、王妃の取り巻きに名を連ねた。
- フレデリック・アントワーヌ・マルク・ダンドロー（フランス語版）（1736年 - 1820年） - アンドロー伯爵。妻のジュヌヴィエーヴ・アデライード（1754年 - 1817年）は啓蒙思想家エルヴェシウスの娘。ケルン駐在公使[29]、ブリュッセル駐在大使の職を得た。
- ジャンヌ・フランソワーズ・アグラエ・ダンドロー（フランス語版）（1746年 - 1825年） - シャロン伯爵夫人。美貌の持ち主で、王妃の取り巻きの1人コワニー公爵（英語版）に言い寄られ[32]、夫の死後の1795年にコワニーと再婚する。

オノーレ・ミラボーは王妃のポリニャック一族への偏愛に対する皮肉として、次のような警句を放った。
ダサス の家族には国を救った手柄により1000エキュ、ポリニャックの家族には国を滅ぼした手柄により100万エキュ!

### 王家のガヴァネス

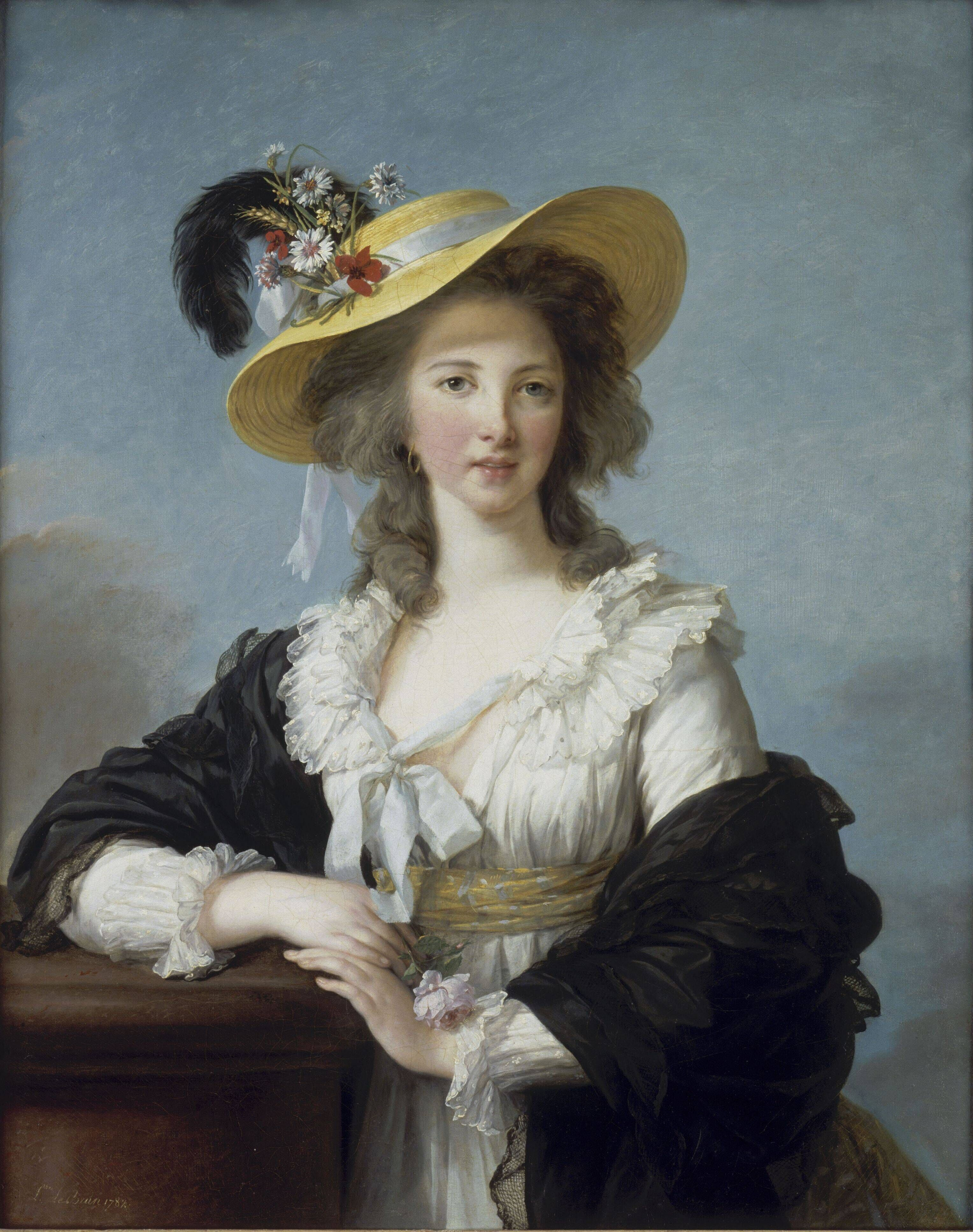
ポリニャック公爵夫人、王家のガヴァネスに就任した1782年の肖像、ヴィジェ＝ルブラン画、ヴェルサイユ宮殿美術館蔵

1782年、王家のガヴァネス（王家養育係主任女官）だったゲメネ夫人が、投資詐欺に巻き込まれた夫の破産スキャンダルのために辞職した。王妃はゲメネ夫人の後任にガブリエルを任命した。この人事は、（次代の王を育てる）その役職の重要さを考えるとポリニャック家のような平凡な家柄の者が務めるのは分不相応だ、ということで、またもや宮廷人の反感を買った。
新たに得た地位に付帯する特権により、ガブリエルはヴェルサイユ宮殿内に13の部屋から成るアパルトマンを与えられた。この特権自体は宮廷儀礼の範疇に収まる措置であったものの、13という部屋数の多さは常に人口過密のヴェルサイユ宮殿にあっては前例のないことだった。王家のガヴァネスに割り当てられるアパルトマンの部屋数は通常4部屋から5部屋ほどであった。ガブリエルはまた、1780年代に小トリアノン宮殿の敷地内に造営された王妃の田園風の隠遁所「王妃の村里」の中にコテージを与えられた。
ガブリエルの結婚生活は因習的な貴族同士の結婚であり、夫と心が通うこともなく、家庭は幸福とは言えなかった。長年、夫の遠縁で近衛部隊所属の陸軍大尉だったヴォドゥロイユ伯爵と愛人関係にあると見られていた。一方で、ガブリエルが仲間入りした世界では、ヴォドゥロイユは暴力的すぎ、礼儀をわきまえなさすぎるため、2人の交際は相応しくないと周囲からは思われていた。ガブリエルがヴェルサイユ宮廷に来てから産んだ下の息子たちは、実父はヴォドゥロイユだと噂されていた。しかし、ガブリエルとヴォドゥロイユとの間の関係がどのような類のものだったかについては一部の歴史家の間で議論になっており、2人の関係に性交渉が介在したかについて疑問が呈されている。このプラトニック説は近年、カトリックの歴史作家エレナ・マリア・ヴィダルによって復活した。恋人同士と言われ続けていたにもかかわらず、人を巧みに操るヴォドゥロイユを王妃が毛嫌いし、ヴォドゥロイユの存在が自分の得た地位を脅かす恐れが生じると、ガブリエルは何のためらいもなく彼を見捨てたからである。
ヴォドゥロイユとガブリエルの間で交わされた手紙は現在のところ発見されていないが、それは2人の関係が絶えたころにはお互いをもう必要としなくなっていたためなのか、それとも政治的配慮から2人のやりとりを隠して行っていたためなのかは、判然としない。もし手紙が交わされていたとしても、それは一方、あるいは両方、あるいは第三者が、用心のために破棄してしまったからだと考えられる。
次男のノルマンディー公爵を出産した1785年頃から、ヴォドゥロイユが無礼で苛立たしい人物だと気づいた王妃は彼に対する嫌悪感を募らせ、それにつれてガブリエルの王妃に対する影響力は衰えていった。王妃の侍女頭カンパン夫人によれば、王妃はポリニャック一族に対して自分が感じる「強い不満感にお苦しみあそばされた」。カンパン夫人は述べている、「王后陛下は、『君主が自分の宮廷で寵臣をつくるということは、君主自身に対抗するもう一人の専制君主をつくるということなのね』と私に仰せになった」。
王妃に煙たがられていると感じたガブリエルは、イングランドの友人たち、特に親友の1人でロンドン上流社交界の指導者的存在だったデヴォンシャー公爵夫人を訪ねにイングランドへ旅立った。同国滞在中、ガブリエルはひ弱な体質のために「ちっちゃなポー（Little Po）」という呼び名で知られた。

### 革命

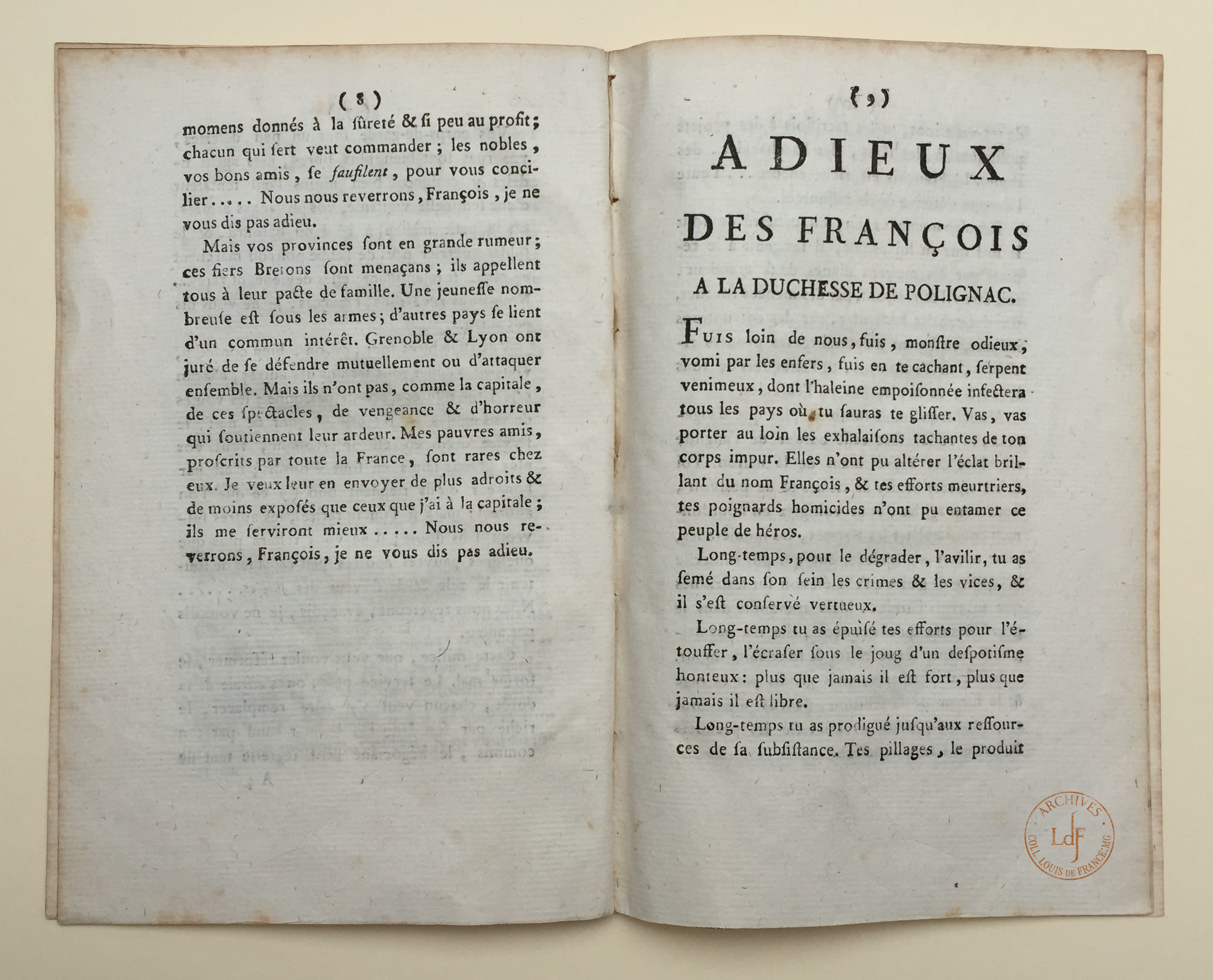
ポリニャック夫人に対する中傷パンフレット『フランス人民からポリニャック公爵夫人に告げる別れの言葉』は、1789年に夫人がスイスに亡命した後に出版された。

1789年初夏に三部会から自由主義派の憲法制定国民議会が分離してフランス革命が勃発すると、王妃とポリニャック夫人の結合は再び強まったかに見えた。ガブリエルはヴェルサイユ宮廷内の超王党派として活動し、王弟アルトワ伯爵と共に同派の中心人物となった。ボンベル侯爵は、ガブリエルがたゆむことなく反革命の活動に専心していたと証言している。彼女はボンベルの政治上の師ブルトゥイユ男爵及びアルトワ伯と一緒になって、革命派に人気のある財務総監ジャック・ネッケルを罷免するよう国王を説得すべきだ、と王妃を掻き口説いた。しかし彼らの努力が実らぬうちに、7月14日パリでバスティーユ襲撃事件が起きてネッケルは引責辞任した。

バスティーユ襲撃後、暴徒化したパリ民衆はポリニャック一族の殺害を声高に求めるようになった。ガブリエルはヴェルサイユに留まることを望んだが王妃の説得を受けて7月16日の夜、家族でヴェルサイユを離れた。馬車に乗る際に受け取った王妃からの言付には、当座の生活費代わりの500ルイ金貨とともに、次のような手紙があった。
さようなら、たいせつなお友だち。おそろしい言葉ですけれど、どうしてもそう書かないわけにはいかないのです。馬をつける命令はもう出してあります。私にはもう、あなたを抱きしめる力しか残ってはいません。
召使に変装したガブリエルは逃避行中、サンスで御者に正体を見破られるなど危険な目にもあったが、何とか無事にスイスに到着した。その後、彼女は家族と共に放浪生活に入り、トリノ、ローマ、ヴェネツィア（この地で彼女は長男をバタヴィア帰りの成金の娘と結婚させた）を経由してウィーンに落ち着いた。1791年6月のヴァレンヌ事件の際には低地地方の国境地帯で国王一家の到着を待っていたと言われる。1791年7月には、コブレンツのエミグレ亡命宮廷に姿を現し、並み居る貴婦人の中で最も華やかな装いをしていたと記録されている。1792年のヴァルミーの戦い後にこの亡命宮廷が解散すると、再びウィーンに戻った。
ガブリエルはスイス滞在時すでに病気になっており、その後数年間ほぼ間違いなく病と闘っていた。1793年12月、ガブリエルは44歳で死去した。遺族は突然の心臓発作で亡くなったと発表した。大半の歴史家は死因は癌だったとしているが、王党派の歴史家だけは死因は結核だったとする傾向がある。

## フィクション

### 文芸作品
- 『ベルサイユのばら』（1972年 - 1973年） - 池田理代子の漫画・アニメーション。主要な登場人物の1人として登場する。
- 『王妃に別れをつげて（フランス語版）』（2002年） - シャンタル・トマ（フランス語版）作の小説。主要な登場人物の1人として登場する。
- 「王立警察 ニコラ・ル・フロック」シリーズ - ジャン＝フランソワ・パロ作のミステリー小説。

### 映画
- 『マリー・アントワネットの首飾り（英語版）』（1946年、日本未公開） - マルセル・レルビエ監督の映画。エレーヌ・ベランジェ（フランス語版）が演じた。
- 『マリー・アントワネット（英語版）』（1955年） - ジャン・ドラノワ（英語版）監督の映画。マリーナ・ベルティ（英語版）が演じた。
- 『ベルサイユのばら』（1978年） - ジャック・ドゥミ監督の映画。スー・ロイド（英語版）が演じた。
- 『フランス革命』（1989年、日本未公開） - ロベール・アンリコ及びリチャード・T・ヘフロン監督の映画。クラウディア・カルディナーレが演じた。
- 『マリー・アントワネット』（2006年） - ソフィア・コッポラ監督の映画。ローズ・バーンが演じた。
- 『王妃マリー・アントワネット』（2006年） - イヴ・シモノーとフランシス・ルクレール監督のテレビ映画。マリー・イヴ・ボーリューが演じた。
- 『マリー・アントワネットに別れをつげて』（2012年） - ブノワ・ジャコ監督の映画。ヴィルジニー・ルドワイヤンが演じた。

## 引用・脚注
1. ↑  Schama, S.. Citizens: A Chronicle of the French Revolution. pp. 181–3
2. ↑  Zweig, Stefan & Paul, E. (Editor) & Paul, C. (Translator) (1938). Marie Antoinette: The portrait of an average woman (1988 ed.). London: Cassell Biographies. pp. 121–4. ISBN 0-304-31476-5
3. ↑  フランス革命期の国民公会議長マリー＝ジャン・エロー・ド・セシェル（英語版）とは遠縁のいとこにあたる。
4. ↑  Zweig, Stefan & Paul, E. (Editor) & Paul, C. (Translator) (1938). Marie Antoinette: The portrait of an average woman (1988 ed.). London: Cassell Biographies. ISBN 0-304-31476-5 Chapter 15: "The New Society".
5. ↑  Lever, E.. Marie-Antoinette: The Last Queen of France. pp. 99–100
6. ↑  Gastel Family Database Archived 2012-02-18 at the Wayback Machine.
7. ↑  Cronin, V.. Louis and Antoinette. p. 133
8. ↑  Schama. Citizens. p. 183
9. ↑  Zweig, Stefan & Paul, E. (Editor) & Paul, C. (Translator) (1938). Marie Antoinette: The portrait of an average woman (1988 ed.). London: Cassell Biographies. p. 124. ISBN 0-304-31476-5
10. ↑  Fraser, Lady Antonia. Marie Antoinette: The Journey. p. 155。訳文は、日本語訳版であるアントニア・フレイザー著、野中邦子訳『マリー・アントワネット（上）』早川書房、2006年、P283を参照。
11. ↑  Zweig, Stefan & Paul, E. (Editor) & Paul, C. (Translator) (1938). Marie Antoinette: The portrait of an average woman (1988 ed.). London: Cassell Biographies. p. 122. ISBN 0-304-31476-5
12. ↑  Cronin. Louis and Antoinette. p. 132
13. ↑  Hardman, J.. Louis XVI: The Silent King
14. ↑  Fraser, Lady Antonia. Marie Antoinette: The Journey. pp. 155–6
15. ↑  Zweig, Stefan & Paul, E. (Editor) & Paul, C. (Translator) (1938). Marie Antoinette: The portrait of an average woman (1988 ed.). London: Cassell Biographies. p. 121. ISBN 0-304-31476-5訳文は、日本語訳版であるシュテファン・ツヴァイク著、関楠生訳『マリー・アントワネット（上）』河出書房新社、1989年、P182を参照。
16. ↑  Foreman. Georgiana. pp. 166–7
17. ↑  Mossiker. The Queen's Necklace. pp. 132–3
18. ↑  Cronin. Louis and Antoinette. pp. 149–150
19. 1 2  Price, Munro (2003). The Road from Versailles: Louis XVI, Marie Antoinette, and the Fall of the French Monarchy. Macmillan. pp. 14–15, 72. ISBN 0-312-26879-3
20. ↑  ジャン＝クリスチャン・プティフィス著、小倉孝誠監修『ルイ十六世（上）』中央公論新社、2008年、P344。
21. ↑  アンドレ・カストロ著、村上光彦訳『マリ＝アントワネット（1）』みすず書房、1972年、P172。
22. ↑  Fraser. Marie Antoinette. p. 131
23. ↑  Cronin, V.. Louis and Antoinette. pp. 138–9
24. ↑  Mossiker. The Queen's Necklace. p. 167
25. ↑  Hunt, Lynn (1991). Eroticism and the Body Politic. Johns Hopkins University Press
26. ↑  Cronin, V.. Louis and Antoinette. p. 139
27. ↑  Zweig, Stefan & Paul, E. (Editor) & Paul, C. (Translator) (1938). Marie Antoinette: The portrait of an average woman (1988 ed.). London: Cassell Biographies. pp. 122 and 124. ISBN 0-304-31476-5。訳文は、日本語訳版であるS・ツヴァイク著、関楠生訳『マリー・アントワネット』河出書房新社、1989年、P182-183を参照。
28. ↑  Gastel Family Database
29. 1 2  プティフィス、P345。
30. ↑  J・ハスリップ著、櫻井郁恵訳『マリー・アントワネット』近代文芸社、P161。
31. ↑  E・フォール著、渡辺恭彦『チュルゴーの失脚（下）』法政大学出版局、2007年、P810年
32. ↑  カストロ、P172。
33. ↑  Fraser. Marie Antoinette. p. 239
34. 1 2  Campan, Jeanne-Louise-Henriette; Jean François Barrière (1823). Memoirs of the Private Life of Marie Antoinette: To which are Added Personal Recollections Illustrative of the Reigns of Louis XIV, Louis XV, and Louis XVI. University of Michigan: H. Young and Sons. pp. 195–196, 185–191. ISBN 1-933698-00-4
35. ↑  John Hardman, Marie-Antoinette: The Making of a French Queen (New Haven: Yale University Press, 2019), pp. 83-88, は、ヴォドゥロイユをガブリエルと肉体関係を持っていたと判断している。一方、Vincent Cronin, Louis and Antoinette (London: Collins, 1973), pp. 220-221, 316, は、2人の関係は肉体関係に発展しないプラトニックなものだったと考えている。
36. ↑  “Madame de Polignac and Politics”. Tea At Trianon. 2020年10月17日閲覧。
37. ↑  Cronin, Louis and Antoinette, p. 394
38. ↑  カンパン夫人によれば、ヴォドゥロイユがガブリエルのアパルトマンで王妃が与えた象牙製のビリヤードのキューをふざけて叩き壊して以降、彼に対して感じよく振舞おうとする努力を完全に放棄したという。王妃は、自分の取り巻きたちが自分の軽蔑するある政治家に地位をあたえようとした際、彼らの野心に辟易するようになったという。Madame Campan. The Private Life of Marie Antoinette: A Confidante's Account Chapter XII.p. 195-6.
39. ↑  Foreman, A.. Georgiana: Duchess of Devonshire. p. 195
40. ↑  Bombelles, Marc Marie; Grassion, Jean; Durif, Frans (1977). Journal: marquis de Bombelles. Genève: Droz. p. 297. ISBN 2-600-00677-X
41. 1 2  ハスリップ、P360。
42. ↑  ツヴァイク、P326。
43. ↑  ハスリップ、P361。
44. ↑  Langlade, Émile. Rose Bertin: Creator of Fashion at the Court of Marie Antoinette (London: John Long, 1913).